# Little Harrowden
Little Harrowden – wieś w Anglii, w hrabstwie Northamptonshire, w dystrykcie (unitary authority) North Northamptonshire. Leży 16 km na północny wschód od miasta Northampton i 101 km na północny zachód od Londynu. Miejscowość liczy 881 mieszkańców.